# Saint-Martin-de-Sanzay
Saint-Martin-de-Sanzay és un municipi francès situat al departament de Deux-Sèvres i a la regió de la Nova Aquitània. L'any 2007 tenia 921 habitants.

## Demografia

### Població
El 2007 la població de fet de Saint-Martin-de-Sanzay era de 921 persones. Hi havia 352 famílies de les quals 81 eren unipersonals (24 homes vivint sols i 57 dones vivint soles), 150 parelles sense fills, 113 parelles amb fills i 8 famílies monoparentals amb fills.
La població ha evolucionat segons el següent gràfic:
Habitants censats

### Habitatges
El 2007 hi havia 484 habitatges, 358 eren l'habitatge principal de la família, 93 eren segones residències i 33 estaven desocupats. 477 eren cases i 5 eren apartaments. Dels 358 habitatges principals, 309 estaven ocupats pels seus propietaris, 42 estaven llogats i ocupats pels llogaters i 6 estaven cedits a títol gratuït; 2 tenien una cambra, 17 en tenien dues, 58 en tenien tres, 90 en tenien quatre i 191 en tenien cinc o més. 260 habitatges disposaven pel capbaix d'una plaça de pàrquing. A 129 habitatges hi havia un automòbil i a 197 n'hi havia dos o més.

### Piràmide de població
La piràmide de població per edats i sexe el 2009 era:
| Homes | Edats   | Dones |
| ----- | ------- | ----- |
| 0     | 95 o +  | 4     |
| 4     | 90 a 94 | 24    |
| 8     | 85 a 89 | 36    |
| 0     | 80 a 84 | 8     |
| 12    | 75 a 79 | 24    |
| 16    | 70 a 74 | 12    |
| 40    | 65 a 69 | 28    |
| 32    | 60 a 64 | 36    |
| 8     | 55 a 59 | 16    |
| 16    | 50 a 54 | 12    |
| 28    | 45 a 49 | 36    |
| 40    | 40 a 44 | 24    |
| 24    | 35 a 39 | 28    |
| 36    | 30 a 34 | 52    |
| 28    | 25 a 29 | 12    |
| 28    | 20 a 24 | 4     |
| 28    | 15 a 19 | 12    |
| 16    | 10 a 14 | 24    |
| 48    | 5 a 9   | 28    |
| 32    | 0 a 4   | 24    |

## Economia
El 2007 la població en edat de treballar era de 512 persones, 399 eren actives i 113 eren inactives. De les 399 persones actives 362 estaven ocupades (202 homes i 160 dones) i 37 estaven aturades (16 homes i 21 dones). De les 113 persones inactives 54 estaven jubilades, 27 estaven estudiant i 32 estaven classificades com a «altres inactius».

### Ingressos
El 2009 a Saint-Martin-de-Sanzay hi havia 367 unitats fiscals que integraven 911,5 persones, la mediana anual d'ingressos fiscals per persona era de 16.106 €.

### Activitats econòmiques
Dels 25 establiments que hi havia el 2007, 1 era d'una empresa de fabricació d'altres productes industrials, 3 d'empreses de construcció, 7 d'empreses de comerç i reparació d'automòbils, 1 d'una empresa de transport, 3 d'empreses d'hostatgeria i restauració, 5 d'empreses de serveis i 5 d'entitats de l'administració pública.
Dels 7 establiments de servei als particulars que hi havia el 2009, 1 era un taller de reparació d'automòbils i de material agrícola, 1 paleta, 1 fusteria, 1 lampisteria i 3 restaurants.
L'únic establiment comercial que hi havia el 2009 era una botiga de menys de 120 m².
L'any 2000 a Saint-Martin-de-Sanzay hi havia 41 explotacions agrícoles que ocupaven un total de 1.659 hectàrees.

## Equipaments sanitaris i escolars
El 2009 hi havia una escola elemental.

## Poblacions més properes
El següent diagrama mostra les poblacions més properes.